# Сезон НФЛ 2023
Сезон НФЛ 2023 - 104 сезон Національної футбольної ліги (НФЛ). Регулярний сезон розпочався 7 вересня 2023 року поразкою чинних володарів Супербоулу Чіфс від Детройт Лайонс у першій грі сезону та завершився 7 січня 2024 року.
Ігри плей-оф стартували 13 січня та завершилися Супербоулом, фіналом ліги, що проходив на Еліджент Стедіум у Парадайз (Невада) 11 лютого 2024, де Канзас Сіті здобуло перемогу над Фортинайнерс, ставши першою командою після Петріотс, здобувши другий посіль Супербоул.
Уперше з 1935 року усі команди у дивізоні (АФК Північ) фінішували з позитивним результатом.

## Рух гравців
Рік 2023 та торгівля гравцями розпочалася у НФЛ 15 березня. 13 березня команди отримали дозвіл задіяти опціони на поточний рік по гравцям з відповідними позиціями у контрактах, прийняти кваліфікаційні вимоги щодо вільних агентів з обмеженими правами на перегляді та тендер мінімальної зарплати для гравців, чиї контракти закінчуються у 2022 році та не мають трьох повноцінних сезонів вільного агентства. Команди повинні триматися у межах дозволених лімітів заробітної плати, що визначається правилом "топ 51" (тобто 51 високоплачуваний гравець визначають комбіновану зарплатну стелю). 15 березня клуби отримали змогу контактувати та проводити переговори з гравцями, чиї контракти закінчилися, перейшовши у статус необмежених вільних агентів.

### Вільне агентство
Вільне агентство розпочалося 15 березня. Наводимо відомих гравців, які змінили команду:
- Квотербеки Якобі Бріссетт (з Клівленда до Вашингтона), Джиммі Гаропполо (з Сан-Франциско до Лас-Вегаса), Енді Далтон (з Нового Орлеану до Кароліни]]. Дерек Карр (з Лас-Вегаса до Нового Орлеана), Бейкер Мейфілд (з Лос-Анджелес Ремз до Тампа-Бей), Тейлор Хайніке (з Вашингтона до Атланти).
- Раннінбеки Джамаль Вільямс (з Детройта до Нового Орлеана), Дамьєн Гарріс (з Нью-Інгленд до Буффало), Мелвін Гордон (з Канзас-Сіті до Балтимора), Ієзекіль Елліотт (з Далласа до Нью-Інгленд), Далвін Кук (з Міннесоти до Нью-Йорк Джетс), Девід Монтгомері (з Чикаго до Детройта), Латвус Мюррей (з Денвера до Буффало), Майлс Сандерс (з Філадельфії до Кароліни)
- Ресивери Роберт Вудс (з Теннесі до Гюстона), Нельсон Аголор (з Нью-Інгленд до Балтимора), Оделл Бекхем мол. (з Лос-Анджелес Ремс до Балтимора), ДеАндре Гопкінс (з Аризони до Теннесі), Аллен Лазард (з Грін-Бей до Нью-Йорк Джетс), Якобі Меєрс (з Нью-Інгленд до Лас-Вегас), Адам Тілен (з Мінесоти до Кароліни), Ді Джей Чарк (зДетройта до Кароліни), Джуджу Сміт Шустер (з Канзас Сіті до Нью-Інгленд)
- Тайт енди майк Гесіцкі (з Маямі до Нью-Інгленд), Остін Гупер (з Теннесі до Лас-Вегаса), Гейден Гьюрст (з Цинциннаті до Кароліни), Роберт Тоньян (з Грін-Бей до Чикаго) Далтон Шульц (з Далласа до Гюстона)
- Лайнмени атаки Орландо Браун молодший з Канзас Сіті до Цинциннаті), Ендрю Вайлі (з Канзас-Сіті до Вашингтона), Нейт Девіс (з Теннесі до Чикаго), Майк МакГлінчі (з Сан-Франциско до Денвера), Коннор МакГоверн (з Далласа до Буфало), Бен Пауерс (з Балтимора до Денвера), Донован Сміт (з Тампи-Бей до Канзас-Сіті), [[Джааван Тейлор (з Джексонвілла до Канзас-Сіті)
- Лайнмени захисту Зак Ален (з Аризони до Денвера), Джейвон Гарграв (з Філадельфії до Сан-Франциско)Маркус Девенпорт (з Нью-Орлеан до Мінесоти), Демонт Джонс (з Денвера до Сіетла), Кале Кемпбелл (з Балтимора до Атланти), Яннік Нгаку (з Індіанаполіса до Чикаго), Девід Оньємата (з Нового Орлена до Атланти), Далвін Томлінсон (з Міннесоти до Клівленда)
- Лайнбекери Боббі Вагнер (з Лос-Анджелес Ремз до Сіетла), Френк Кларк (з Канзас Сіті до Денвера), Тремейн Едмундс (з Буффало до Чікаго), Ті Джей Едвардс (з Філадельфії до Чикаго), Ерік Кендрікс (з Міннесоти до Лос-Анджелес Чарджерс), Леонард Флойд (з Лос-Анджелес Ремз до Буффало)
- Дефенсив беки Адріан Амос з Грін-Бей до Нью-Йорк Джетс), Джессі Бейтс (з Цинциннаті до Атланти), Джиммі Вард (з Сан-Франциско до Гюстона), Сі Джей Гарднер Джонсон (з Філадельфії до Детройта), Бірон Мерфі (з Аризони до Міннесоти), Маркус Пітерс (з Балтимора до Лас-Вегаса), Патрік Пітерсон (з Міннесоти до Піттсбурга), Кемерон Саттон (з Піттсбурга до Детройта), Хуан Торнхілл (з Канзас-Сіті до Клівленда)
- Кікери Метт Гей (Лос-Анджелес Ремс до Індіанаполіса) і Брендон МакМанус (з Денвера до Джексонвілля)
- ПантериДжейк Бейлі (з Нью-Інгленд до Майамі), Райлі Діксон (з Лос-Анджелес Ремс до Денвера)

### Трейди
Протягом сезону 2023 відбулися наступні трейди:
<!—- Містить лише трейди, у яких:
1. Діючі гравці за винятком піків драфту задіяні в угоді АБО
2. Щонайменше один пік з трейду обирають не пізніше 4 раунду (умовні піки не входять за винятком відповідності наведеним умовам АБО
3. Щонайменше один залучений гравець обраний до Про Боулу. -->
- 15 березня: Лос Анджелес Ремз обміняли корнербека Ремзі до Маямі на тайт-енда Гантера Лонга та вибір у третьому раунді драфту.[2]
- 15 березня: Індіанаполіс продав корнербека Стефона Гілмора до Далласа в обмін на додатковий вибірп 5 раунду.[3]
- 15 березня: Лас-Вегас продали тайт-енда Воллера у Нью-Йорк Джаянтс в обмін на вибір у третьому раунді драфту.[4]
- 15 березня: Кароліна продала ресивера Ді Джея Мура, вибір у першому та другому раундах драфту-2023 (номери 9 та 61), вибір у першому раунді 2024, вибір у другому раунді 2025 до Чикаго в обмін на номер 1 у 2023 році.[5]
- 22 березня: Нью-Йорк Джетс продали ресивера Еліджу Мура та вибір у третьому раунді Клівленду в обмін на вибір у другому раунді драфту 2023.[6]
- 19 квітня: Лос-Анджелес Ремз продали ресивера Аллена Робінсона та вибір у сьомому раунді 2023 Піттсбургу в обмін на місце у сьомому раунді 2023 року[7]
- 24 квітня: Грін-Бей продали квотербека Аарона Роджерса, місця у першому та п’ятому раундах 2023 року Нью-Йорк Джетс в обмін на місця у першому, другому та шостому раундах та умовне місце у другому раунді 20024 року.[8]
- 29 квітня: Детройт продав ранінбека Д’Андре Свіфта та місце у сьомому раунді драфту-2023 до Філадельфії в обмін на вибір у сьомому раунді 2023 та четвертому раунді 2025 року[9]
- 16 травня: Міннесота продала дефенсів енда Задаріуса Сміта разом з шостим та сьомим раундами Клівленду в обмін на п’яті раунди 2024 та 2025 років[10]
- 27 серпня: Клівленд продав офенсів текла Тайрона Велсі Нью-Інгленд в обмін на раннінбека П’єра Стронга Дж.[11]
- 27 серпня: Піттсбург продав гарда Кевіна Дотсона та місця у шостому раунді драфту 2024 та 2025 Лос-Анджелес Ремс в обмін на позицію у четвертому раунді 2024 та п’ятому раунді 2025.[12]

29 серпня: Нью-Орлінс продали кікера Віла Лутца Денверу в обмін на вибір у 7 раунді драфту 2024.
- 29 серпня: Нью Інгленд продав кікера Ніка Фолка до Теннесі в обмін на вибір у 7 раунді 2025 року[14]

Маямі продали корнербека Ноа Ібіногена Далласу в обмін на корнербека Кевіна Джозефа.
- 4 жовтня: Лос Анджелес Чарджерс обміняли корнербека Дж. С. Джексона та місце у сьомому раунді 2025 Нью-Інгленж на шостий раунд 2025 року.[16]
- 18 жовтня: Нью-Йорк Джетс продали ресивера Меколя Гардмана та пік у сьомому раунді Драфту 2025 Канзас-Сіті в обмін на додатковий вибір у шостому раунді 2025 року.[17]
- 23 жовтня: Теннессі продали сейфті Кевіна Байарда в обмін на сейфті Терелла Едмундса, місця у п’ятому та шостому раундах 2024.[18]
- 30 жовтня: Нью-Йорк Джаянтс продали дефенсів енда Леонарда Вільямса Сіетлу в обмін на другий раунд 2024 та п’ятий раунд 2025 року.[19]
- 31 жовтня: Вашингтон продав дефенсів енда Монтеса Світа Чикаго в обмін на вибір у другому раунді 2024.[20]
- 31 жовтня: Вашингтон продав дефенсів енда Чейза Янга Сан-Франциско в обмін на вибір у третьому раунді 2024.[21]
- 31 жовтня: Грін-Бей продав корнербека Расула Дагласа та вибір у пятому раунді 2024 Буффало в обмін на вибір у третьому раунді 2024 року.[22]

### Завершили кар’єру
<!—Гравці, які розпочали сезон 2023 року і завершили кар’єру протягом нього, будуть включені до статті Сезон НФЛ 2024, а НЕ у цій статті-->
Визначні завершення кар’єри
- Квотербек Том Бреді – 15-кратний учасник Про Боулу, шесиразовий учасник Олл-Про (тричі у першій команді та стільки ж у другій), 7-Разовий володар Супербоула (XXXVI, XXXVIII, Супербоул XXXVIX, XLIX, LI, LII, LIII, LV), найцінніший гравець Супербоула (XXXVI, XXXVIII, XLIX, LI, LV), трикратний найцінніший гравець ліги (2007, 2010, 2017), двократний гравець атаки року (2007 та 2010), та найращий гравець, що повертається (2009). За 23 сезони він пограв за Нью-Інгленд і Тампа-Бей.[23]
- Ресивер Адріел Джемая Грін – Семиразовий учасник Про Боулу та дворазовий учасник другої команди Олл-Про. Грав за Цинциннаті та Аризону протягом 12 сезонів.[24]
- Дефенсив текл Джеральд Маккой – шестиразовий пробоулер та триразовий учасник Олл-Про (один раз перша команда, два – друга). Провів 12 сезонів у Тампі-Бей, Кароліні та Лас-Вегасі.[25]
- Дефенсив енд Дж. Дж. Ватт – 5-разовий пробоулер, семиразовий учасник Олл-Про (5 разів у першій команді, двічі у другій.), трикратний володар премії найкращого захисника (2012, 2014 та 2015) та володар премії Волтера Пейтона 2017 року. Провів 12 сезонів у Гєюстоні та Аризоні.[26]

Інші гравці, що завершили кар’єру
- Тоні Джеферсон[28]
- Донте Дійон[29]
- Лоран Люверней Тардіф[30]
- Трей Едмундс[31]
- Бен Еллефсон[32]
- Джабарі Зунінга[33]
- Марк Інгрем II[34]

```
Бретт Керн
[
35
]

Крістіан Кірскі
[
36
]
```

- Джеймі Колінс[37]
- Брендон Коупленд[38]
- Джош Ламбо[39]
- Девід МакКарті[40]
- Блейк Мартінес[41]
- Соні Мішель[42]
- Карл Нассіб[43]
- Рассел Окунг[44]
- Алекс Олгетрі[45]
- Корі Пітерс[46]
- Джон Росс[47]
- Чейз Рульє[48]
- Кайл Рудольф[49]
- Брендон Шелл[50]

### Драфт
Драфт НФЛ 2023 проходив на Юніон Стейшн у Канзас-Сіті 27-29 квітня.
Чикаго Берс, що показав минулого сезону найгірший результат, отримав перший пік. Щоправда, йогго продали Кароліні, яка обрала квотербека Брюса Янга з Алабами.

## Померли у 2023

### Члени Залу Слави
Боббі БеатардБеатард очолював Вашингтон Редскінз з 1978 по 1989 та Сан-Дієго Чарджерс з 1990 по 1999, як і працював у Маямі Долфінс директором з персоналу з 1972 по 1977 роки. Член Залу слави з 2018 року. Став чотириразовим переможцем Супербоулу (VII,, VIII, XVII, XXII). Помер 30 січня у віці 86 років.
Джіл БрандтБрандт був віце-президентом з питань гравців у Даллас Ковбойс з 1960 по 1988 роки, займав виконавчі ролі у Лос-Аджелес Ремз у 1955-1957 роках та Сан-Франциско Фортинайнерс з 1958 по 1959, допоміг створити NFL Scouting Combine]], та був включений до Залу слави у 2019 році. Він дворазовий чемпіон Супербоула (VI], XII. Помер 31 серпня у віці 91 року.
Боб БраунБраун відіграв десять сезонів у НФЛ на позиції офенсив текла за Іглс, Лос-Анджелес Ремз та Окленд Рейдерс. Членом Залу с лави став у 2004 році. Шестиразовий пробоулер, дев’ять разів входив до складу Олл-Про (5 у першій команді, чотири у другій). Помер 16 червня у віці 81 року.
Джим БраунБраун грав 9 сезонів у НФЛ фуллбеком у складі Клівленд Браунс та став членом Залу Слави з 1971 року. 9 разів брав участь у Про Боулі, дев'ять разів входив до складу Олл-Про, 8 з яких у першій команді. Тричі здобув титул MVP та став чемпіоном 1964 року. Помер 18 травня на 88 році життя.
Дік БуткусЛайнбекер Буткус провів 9 сезонів у НФЛ у складі Чикаго Берс та був включений до Залу слави у 1979 році. Він був восьмиразовий учасник Про Боулу та стільки ж входив до складу Ол-Про (5 разів у першій команді та тричі у другій. Двічі ставав захисником року. Помер 5 жовтня у віці 80 років.
Дейв ВілкоксWilcox played 11 seasons in the NFL as a linebacker with the San Francisco 49ers, and was inducted into the Hall of Fame in 2000. He was a seven-time Pro Bowler and four-time All-Pro (two first-team, two second-team). He died on April 19, age 80.
Вілкокс зіграв 11 сезонів у НФЛ лайнбекером у складі Сан-Франциско Фортинайнерс, став членом Залу Слави у 2000 році. Він був семиразовим пробоулем та чотири  рази входив до складу Олл-Про (двічі у першій команди та двічі у  другій). Помер 19 квітня у віці 80 років.
Бад ГрантГрант очолював Міннесоту з 1967 по 1983 та у сезоні 1985. Зі своїми підопічними став Чемпіоном ліги 1969. Включений до Залу слави 1994 року. Помер 11 березня у віці 95 років
Арт МакНелліМакНеллі був директором суддівства НФЛ з 1968 по 1991. Включений до Залу слави у 2022, ставши першим суддею, який отримав цю нагороду. Він помер 1 січня на 98-му році життя.

### Активний персонал
- Норма Гант, Канзас-Сіті Чіфс Співвласниця з 2006, вдова засновника Чіфс та АФЛ Ламара Ганта, мама президента та виконавчого директора канзасців Кларка Ганта. Здобула два Супербоули – LIV та LVII як співвласниця. Померла 4 червня у віці 85 років.[60]